# 圍標
围标也稱為串通投標，指以一家企业在投标过程中通过人为操纵，从而实现中标或等同的实际目的。幾個投標人之間會相互約定，一致抬高或壓低投標報價進行投標，通過限制競爭，排擠其他投標人，使某個利益相關者中標，從而謀取利益的手段和行為。圍標行為的發起者稱為「圍標人」，參與圍標行為的投標人稱為「陪標人」。
围标在中国大陆属于犯罪行为。在通常的投标过程中，所有单位之间没有直接的利益关系，通过技术（技术标）、综合实力（综合标）、价格报价（商务标）三个考核标准相互竞争，优胜劣汰。但是当一个项目被“围标”之后，就会出现几家企业串通一气。一致以其中一家企业中标为目的，通过集体编撰虚假标书内容，蓄意扰乱投标价格规律等手段打破平等竞争的前提条件，通过舞弊的方式完成投标过程。
圍標的法律構成要件：意圖影響決標價格或獲取不當利益，而以契約、協議或其他方式之合意，使廠商不為投標或不為價格之競爭者。